# 多布里克农村居民点
多布里克农村居民点（俄语：Добриковское сельское поселение）是俄罗斯联邦布良斯克州布拉索沃区所属的一个农村居民点。其下辖有10个居民点，行政中心为多布里克。据2015年统计，该农村居民点的人口为676人。